# Полівська сільська рада (Миронівський район)
| Полівська сільська рада — орган місцевого самоврядування у Миронівському районі Київської області з адміністративним центром у с. Польове. Історична дата утворення - 21 травня 1991 року. Сільській раді підпорядковані населені пункти: - с. Польове - с. Світле |

## Склад ради
Рада складається з 14 депутатів та голови.

### Керівний склад ради
| ПІБ                         | Основні відомості                                                               | Дата обрання | Дата звільнення |
| --------------------------- | ------------------------------------------------------------------------------- | ------------ | --------------- |
| Томенко Володимир Гнатович  | Сільський голова, 1953 року народження, освіта, член народної партії            | 26.03.2006   | 31.10.2010      |
| Махова Валентина Михайлівна | Сільський голова, 1959 року народження, освіта середня спеціальна, позапартійна | 31.10.2010   |                 |

Примітка: таблиця складена за даними джерела